# اندکی فراست
اندکی فراست (انگلیسی: A Touch of Frost) یک مجموعهٔ تلویزیونی جنایی-درام پلیسی است که مابین سال‌های ۱۹۹۲ تا ۲۰۱۰ از شبکهٔ آی‌تی‌وی پخش شد.

## بازیگران
- دیوید جیسون
- بروس الکساندر
- تونی هی‌گارث
- سالی دکستر
- نیل استوک
- فیلیپ جکسون
- رابرت گلنیستر
- شرلی لانگی
- لنی جیمز
- نیل داجن
- نیکلاس برنز
- بلیک ریتسون
- آیلا بلر
- مایلز اندرسون
- کالین بیوکانن
- بن لوید-هیوز
- سارا نایلز